# Khagrachari (zila)
Khagrachari (Bengaals:খাগড়াছড়ি) is een district (zila) in de divisie Chittagong in zuidoost Bangladesh. Het grenst in het noorden en het westen aan de Indiase staat Tripura.
Khagrachari, Rangamati en Bandarban vormen samen de regio Chittagong Hill Tracts.